# Contea di Yuma (Colorado)
La contea di Yuma in inglese Yuma County è una contea dello Stato del Colorado, negli Stati Uniti. La popolazione al censimento del 2010 era di 10 043 abitanti. Il capoluogo di contea è Wray.

## Geografia

### Contee confinanti
- Phillips County (nord)
- Chase County, Nebraska (northeast)
- Cheyenne County, Kansas (east/Central Time border)
- Dundy County, Nebraska (east)
- Kit Carson County (south)
- Washington County (west)
- Logan County (northwest)

## Località

### Città e comuni
- Wray
- Yuma
- Eckley